# Северна Кореја на Светском првенству у атлетици на отвореном 2015.
Северна Кореја је учествовала на Светском првенству у атлетици на отвореном 2015. одржаном у Пекингу од 22. до 30. августа седми пут. Репрезентацију Северне Кореје представљала су 3 такмичара (1 мушкарац и 2 жене) који су се такмичили у маратону.,
На овом првенству Северна Кореја није освојила ниједну медаљу али је њихов такмичар остварио најбољи лични резултат сезоне.

## Учесници
| Мушкарци: - Pak Chol — Маратон | Жене: - Хје-Сонг Ким — Маратон - Hye-Gyong Kim — Маратон |  |

## Резултати

### Мушкарци
| Атлетичар | Дисциплина | Лични рекорд | Квалификације | Квалификације | Полуфинале | Полуфинале | Финале      | Финале       | Детаљи |
| Атлетичар | Дисциплина | Лични рекорд | Резултат      | Место         | Резултат   | Место      | Резултат    | Место        | Детаљи |
| --------- | ---------- | ------------ | ------------- | ------------- | ---------- | ---------- | ----------- | ------------ | ------ |
| Pak Chol  | Маратон    | 2:12:26      |               |               |            |            | 2:15:44 ЛРС | 11 / 42 (68) |        |

### Жене
| Атлетичарка   | Дисциплина | Лични рекорд | Квалификације      | Квалификације      | Полуфинале | Полуфинале | Финале   | Финале      | Детаљи |
| Атлетичарка   | Дисциплина | Лични рекорд | Резултат           | Место              | Резултат   | Место      | Резултат | Место       | Детаљи |
| ------------- | ---------- | ------------ | ------------------ | ------------------ | ---------- | ---------- | -------- | ----------- | ------ |
| Хје-Сонг Ким  | Маратон    | 2:27:58      |                    |                    |            |            | 2:30:59  | 9 / 52 (67) |        |
| Hye-Gyong Kim | Маратон    | 2:27:05      | Није завршила трку | Није завршила трку |            |            |          |             |        |